# Jacobivarieteten
Inom algebraisk geometri är Jacobivarieteten associerad till en algebraisk kurva en abelsk varietet av dimension g, dvs. kurvans genus. Punkterna på Jacobivarieteten parametriserar divisorer av grad noll på kurvan upp till ekvivalens. Speciellt kan kurvan, då dess genus är positivt, inbäddas i den abelska varieteten om man väljer en punkt på kurvan: givet en punkt P fås en inbäddning genom {\displaystyle Q\mapsto [Q-P]}. Jacobivarieteter är centrala i studiet av aritmetiska egenskaper hos algebraiska kurvor.